# بطوط

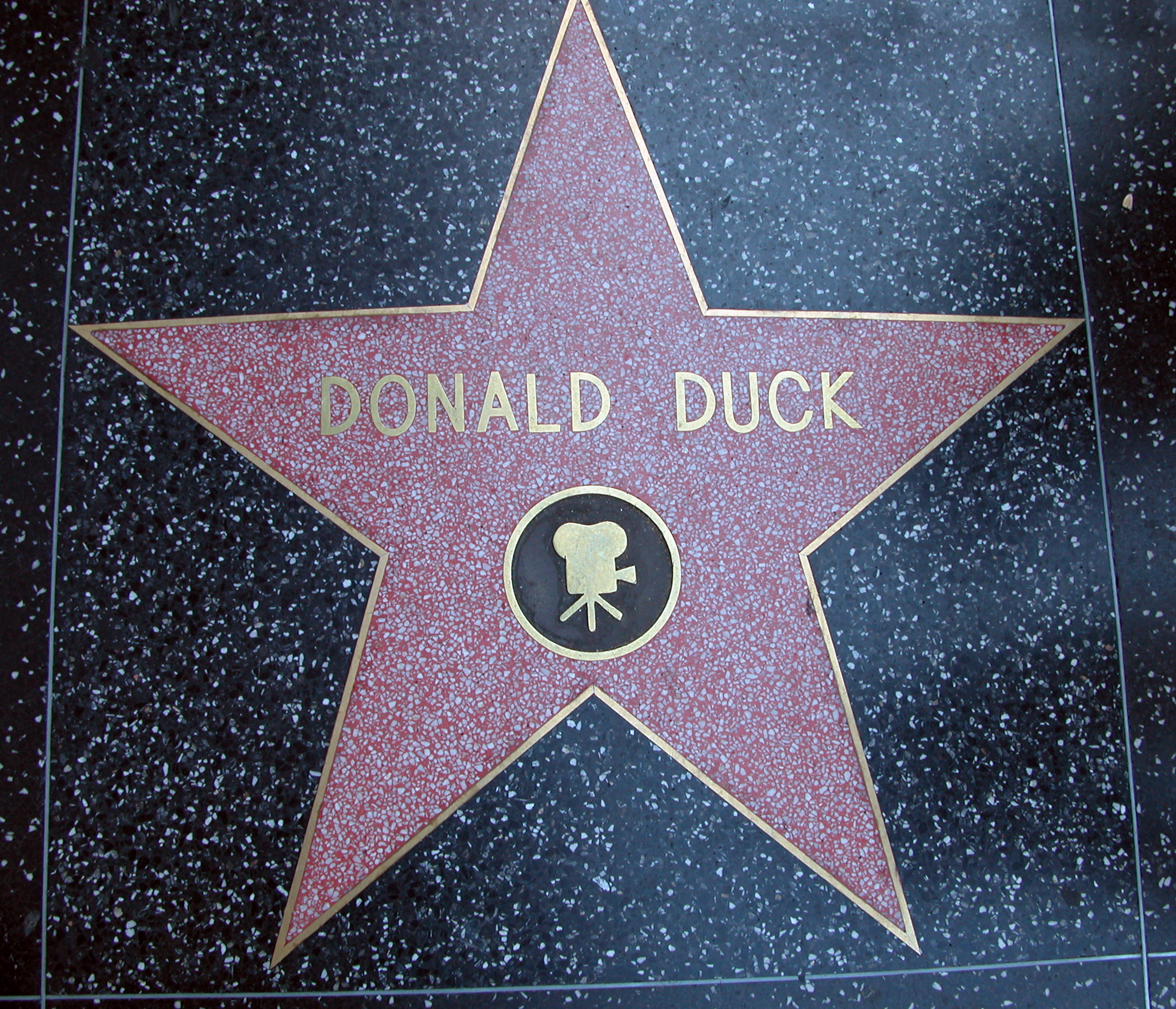
نجمة بطوط في مشية شهرة هوليوود

دونالد دك أو بطوط (بالإنجليزية: Donald Duck)‏ شخصية كرتونية أمريكية من شركة والت ديزني. هو بطة بيضاء، يرتدي زي البحارة.
ظهر بطوط أول مرة في عام 1934، والآن هو أحد الشخصيات الكرتونية الأشهر في العالم. يمتاز بسوء الحظ وسرعة الغضب.
حسب ديزني، عيد الميلاد الرسمي لبطوط هو 9 يونيو/حزيران 1934 واسمه الشامل دونالد فانتلروي داك. في الأعداد الخمسة الخاصة من مجلة سمير أول ترجمة لقصصه للعربية، وأول أربعة أعداد من مجلة ميكي دار الهلال، حافظ على اسمه الأصلي دونالد داك في الترجمة العربية، لكن عرب اسمه بعد ذلك ليصبح بطوط في جميع المجلات والأفلام المعربة.
صوت بطوط من أكثر الأصوات المميزة الفريدة من نوعها من كل الرسوم المتحركة من أداء الممثل كلارنس ناش لمدة خمسين سنة حتى وفاته عام 1985 ليكمل توني أنسلمو تلميذه المسيرة.

## تاريخ الشخصية
قام والت ديزني برسم بطوط بعد أن سمع كلارنس ناش وهو يؤدى صوت بطة تغني لتكون شخصية بطوط هي التي بنيت لتناسب الصوت عكس المعمول به في العادة. حينئذ بدأت صدارة ميكى ماوس تتقهقر نسبيا حيث أن والت ديزني لم يعد بإمكانه تغيير الشخصية التي ترسخت كرمز للطفولة، ولم يعد يستطيع إضافة نزوات سلبية وإنسانية لها.
فكان أول ظهور لبطوط عام 1934 يوم 9 يونيو في فيلم كرتون قصير بعنوان «الدجاجة الصغيرة الحكيمة»(بالإنجليزية The Wise Little Hen) حيث تطلب دجاجة عون بطوط وبيتر في زراعة حقل الذرة الذي تمتلكه، لكنهما يتظاهران بالمرض تملصا من المسؤولية ويندمان في النهاية. لكن في بعض مغامرات بطوط عدا قصص كارل باركس ودون روزا حٌدد تاريخ ميلاده عوض ذلك اليوم بتاريخ الجمعة 13 مارس في فيلم (The Three Caballeros) وهو تاريخ يحيل على سوء الحظ الشديد. وبعدها بدأ يظهر بطوط بشكل منتظم في أفلام الكرتون مع ميكي ماوس وبندق وبلوتو.
في عام 1936 تم تعديل شخصيه بطوط لتكون أكثر إضحاكاً ووضوحاَ وبدأت الشخصيات الجديدة من عائلته تظهر بالتدريج مثل بطوطة أو زيزي (Daisy)، ثم أبناء أخته التوأم الثلاثي سوسو وتوتو ولولو (Huey, Dewey and Louie) عام 1938. شيئا فشيئا ازدادت شعبية بطوط على حساب ميكي ماوس مما اضطر ديزنى لإعاده تصميم شخصية ميكى ماوس شكلا وطبعا.
و مع الحرب بدأ تدخل بطوط في السياسة فقد كان له دور في الحرب العالمية الثانية مثل توم وجيري وبالتحديد أفلام البروباغندا الموجهة ضد الأعداء المختلفين موجه للكبار والصغار للتأثير على الرأي العام. فكان عرض فيلم «وجه الفوهرر» (Der Fuehrer's Face) وهو موجه ضد النازية: القصة تصور بطوط كعامل في مصنع نازى للمدفعية ممزق بين ضغوط الوقت والعمل الشاق، ليتقلص شيئا فشيئا حتى يصبح وجه آلة دون خيار إلا الانصياع، ليصاب بانهيار عصبى حاد. يستيقظ بطوط عندئذ من النوم وكابوسه المريع ليتطلع إلى تمثال الحرية والعلم الأمريكي. فاز هذا الفلم السياسي الخادم لأجندا الحرب بأوسكار عام 1942 وكان باكورة سلسلة أشرطة لبطوط وهو في الجيش الأمريكي ومغامراته منها بعثه لتخريب قاعدة جوية في اليابان. لتتدرج أفلامه بين البروباغندا والأشرطة التعليمية حتى بعد الحرب فتم اعتماد شخصيته لفترة شعار حرس السواحل الأمريكية.
عرف بطوط شعبيته الحقيقية في المجلات حيث توسعت عائلته تحت ريشة الرسام الشهير كارل باركس لتضم العم دهب في 1947 الذي سرق منه الأضواء ليصبح هو نجم مدينة البط. كما ضمت عدة قصص له شخصيات مثل بطوطة ومحظوظ وفرفور والجدة بطة وعبقرينو وغيرهم من الشخصيات. ومع 1961 بدأت انطلاقة الكوميكس الإيطالي وبعده الإسكندينافي لتقدم رؤية مختلفة لعالم بطوط بشخصيات جديدة. بدأت ترجمة هذه القصص للعربية في 1956 في مجلة سمير ثم مجلة ميكي لدار الهلال المصرية وبعد ذلك عدة دور نشر منها دار الفطيم الإماراتية ودار القبس الخليجية ودار نهضة مصر المصريّة.

## وصلات خارجية
- بطوط على موقع الموسوعة البريطانية (الإنجليزية)
- بطوط على موقع ميوزك برينز (الإنجليزية)
- بطوط على موقع ديسكوغز (الإنجليزية)

- بطوط
- فيلم "Donald's nephews" أول فيلم يظهر فيه أبناء أخته الثلاثة على يوتيوب
- فيلم "Der Fuehrer's Face" على يوتيوب
- فيلم "The Spirit of '43" الداعي إلى تأييد الحرب على يوتيوب